# Ari'el Stachel
Ari'el Stachel (Berkeley, 29 luglio 1991) è un attore statunitense, vincitore di un Tony Award.

## Biografia
Nel 2018 ha debuttato a Broadway con il musical The Band's Visit, per cui ha vinto il Tony Award al miglior attore non protagonista in un musical.

## Filmografia

### Cinema
- Zola, regia di Janicza Bravo (2020)
- Don't Worry Darling, regia di Olivia Wilde (2022)

### Televisione
- Jessica Jones - serie TV, episodio 1x06 (2015)
- Blue Bloods - serie TV, episodio 6x06 (2015)
- Billions - serie TV, episodio 4x07 (2019)
- Law & Order - Unità vittime speciali (Law & Order: Special Victims Unit) – serie TV, 6 episodi (2020-2022)
- The Night Agent - serie TV, 3 episodi (2025)

## Doppiatrici italiane
Nelle versioni in italiano delle opere in cui ha recitato, Ari'el Stachel è stato doppiato da:
- Paolo Vivio in Law & Order - Unità vittime speciali
- Raffaele Carpentieri in The Night Agent